# Гавелтерберг
Гавелтерберг (нід. Havelterberg) — село в нідерландській провінції Дренте. Входить до муніципалітету Вестервелд. Невелика частина села розташована на землях муніципалітету Меппель.
Його площа становить 0,51 км², а населення станом на 2021 рік складало 200 осіб.
Перша згадка про населений пункт датується 1844 роком.

## Галерея

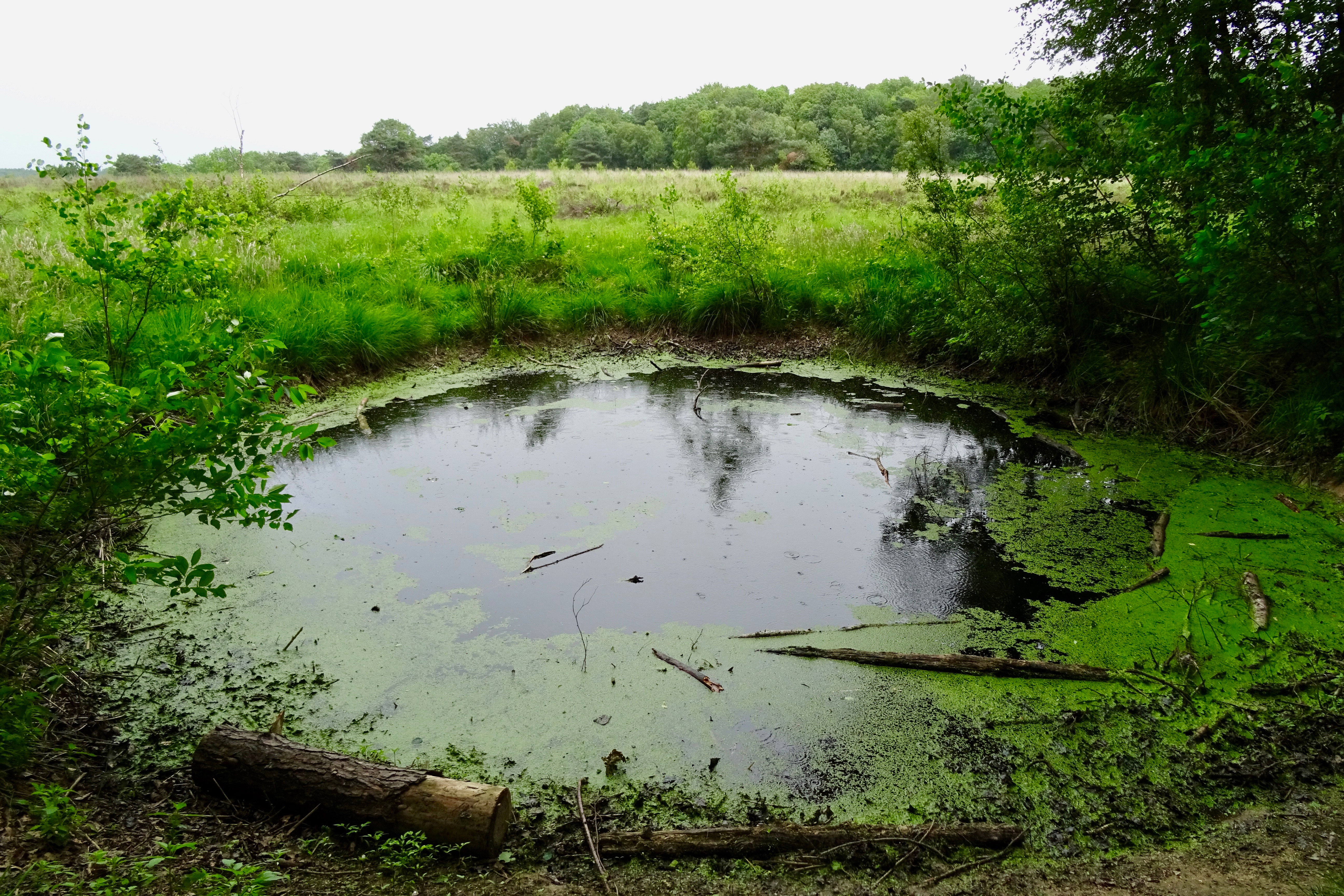
Воронка від бомби поблизу Гавелтерберга
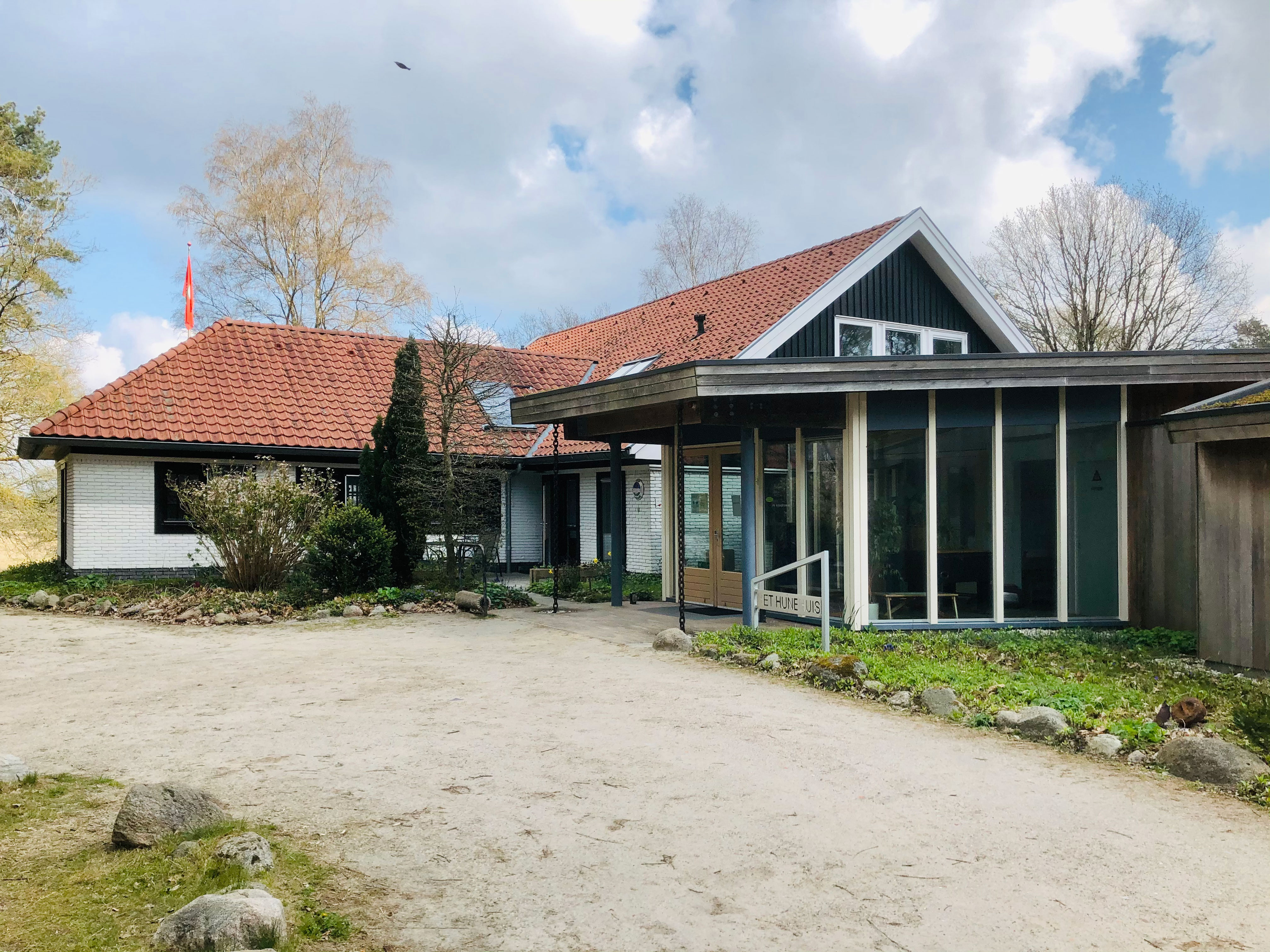
Будівля в Гавелтерберзі
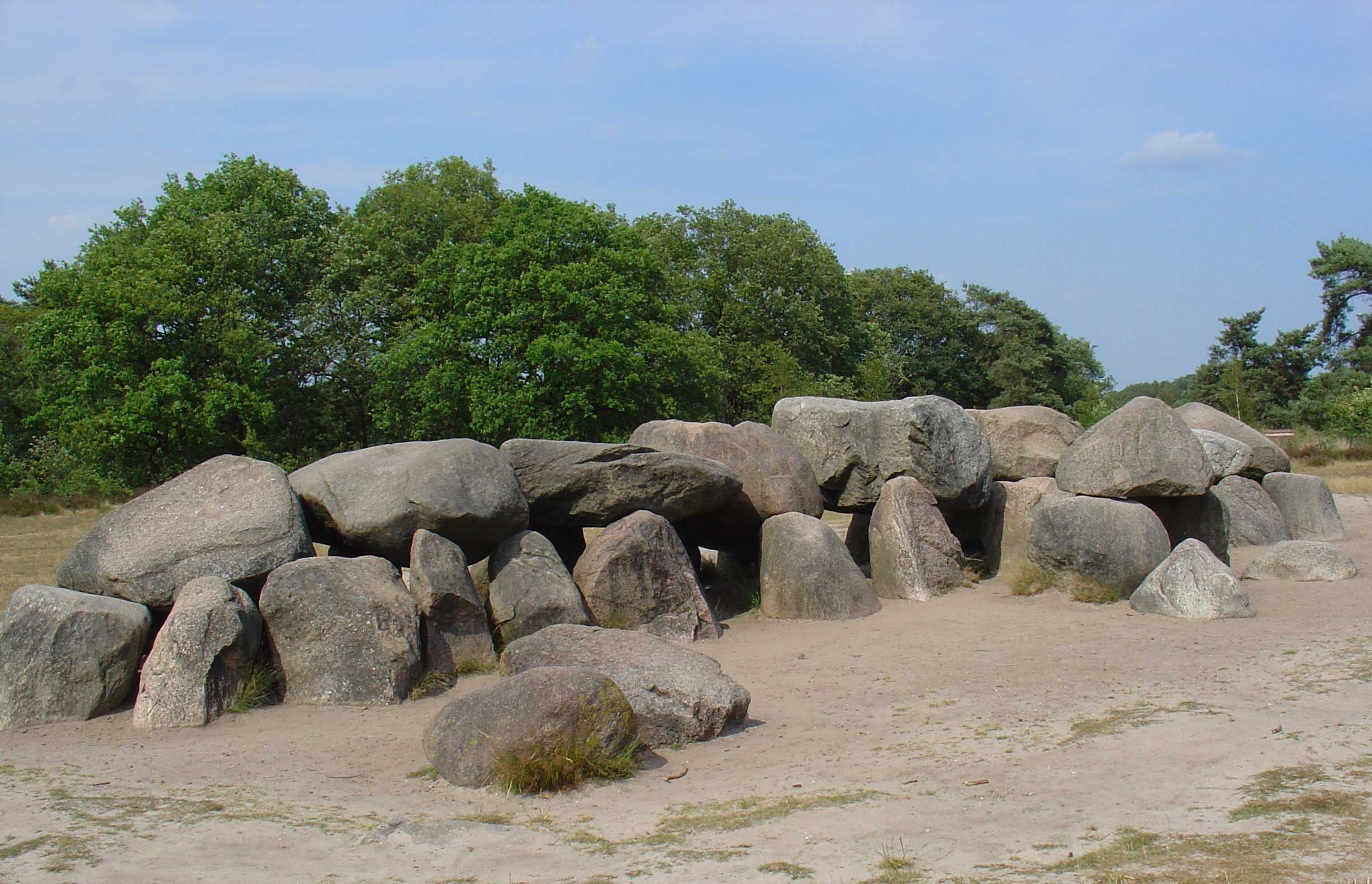
Дольмен поблизу села
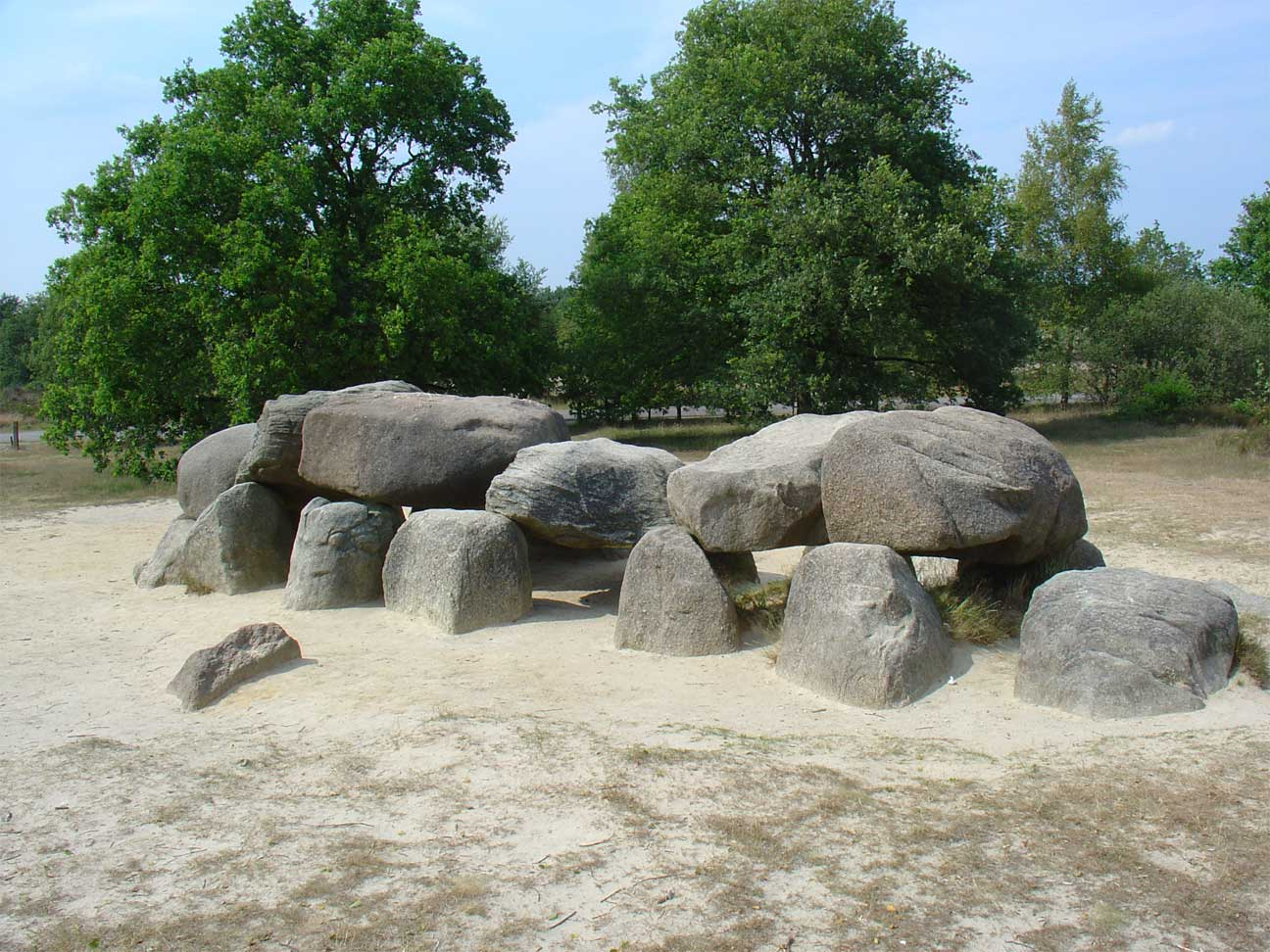
Дольмен поблизу села